# La mia anima
La mia anima è il 6º album di Mietta  pubblicato il 28 maggio del 1998.

## Descrizione
L'album è ispirato alla black music e miscela alcune cover internazionali di classici anni settanta a brani inediti in sintonia tra loro.
I rifacimenti sono: Hot Stuff (Musica che scoppia) di Donna Summer, Watch your step (Un passo falso) di Anita Baker, Body talk  degli Imagination (Battito), e il singolo Angeli noi (cover di We All Need Love) che ha anticipato l'uscita del disco (ha debuttato infatti in radio il 16 maggio 1998 su Kiss Kiss Network, RTL 102.5 e Station One Network). Tra gli inediti vi è Un uomo per cui ucciderei, brano scritto per lei dai Sottotono.

## Tracce
1. Dammi tutto dammi niente – 3:45
2. Battito – 3:17
3. La mia anima – 3:50
4. Un passo falso – 3:53
5. Dio dove sei – 4:13
6. Una strada per te – 3:25
7. Angeli noi – 3:29
8. D'ora in poi – 3:55
9. Musica che scoppia – 3:27
10. Dentro me – 3:30
11. Storie della vita – 3:59
12. Un uomo per cui ucciderei – 4:53

## Formazione
- Mietta – voce
- Alessandro Magnanini – chitarra
- Paolo Gialdi – basso
- Luca Savazzi – pianoforte
- Marco Soncini – chitarra
- Federico Arrigoni – tastiera
- DJ MP – talk box
- Paolo Arcuri – pianoforte
- Stefano Menato – sax
- Daniela Galli, Luigi Manzi – cori